# Kovács László (újságíró)
Kovács László Gábor (Nagybecskerek, 1946. június 8. – Budapest, 2006. január 1.) magyar újságíró.

## Tanulmányok
1960-ban Újvidékre költözött, ahol befejezte az elektrotechnikai főiskolát. 1975-ben az újvidéki egyetem Bölcsészkarán szerezett tanári oklevelet (délszláv irodalom és nyelvek). 1987-ben az újvidéki egyetem jogi karán „A műholdas televíziózás nemzetközi jogi és politikai vetületei” című tudományos értekezéssel szerzett magiszteri oklevelet (Master of Sciences – International Common Law).
1997/98-ban Budapesten elvégezte a Manfred Wörner Alapítvány védelempolitikai tanfolyamát.

## Pályafutása
1964-től az Újvidéki Rádió magyar nyelvű ifjúsági műsorainak volt a munkatársa, riportere. 1968-ban kezdett el dolgozni a Belgrádi Televízió Újvidéki Regionális Szerkesztőségében, majd 1970-ben már hivatásos újságíróként dolgoztott a „Dnevnik” című szerb nyelvű napilapnál. 1974-től 1989-ig az akkor megalakult Újvidéki Televízióban dolgozott külpolitikai munkatársként, utóbb mint a Híradó szerkesztője és műsorvezetője. Később a magyar nyelvű politikai műsorok főszerkesztője, majd 8 éven át a Televízió műsorigazgatója és gyártási igazgatója volt egy személyben.
Tagja, majd elnöke volt a Jugoszláv Rádió-Televízió műsorbizottságának, irányította a JRT a műholdas televíziózás jugoszláviai bevezetésével megbízott szakbizottságot. 1985-től 1989-ig képviselte a Jugoszláv Rádió-Televíziót az EBU (European Broadcasting Union) genfi műsorbizottságában.
Külpolitikai újságíróként pályafutása alatt tudósított a világ szinte minden részéből. Híradót, politikai vitaműsorokat vezetett, több száz interjút készített a világ kiemelkedő politikai és közéleti személyiségeivel. Több tucat riportfilmet forgatott a világ különböző országaiban. (USA, Nagy Britannia, Franciaország, Kína, Szovjetunió, Kuba, Angola, Mozambik, India, Sri Lanka, Izland, Görögország, Ausztria, Ciprus, Románia, Törökország, Albánia, a volt Jugoszlávia utódállamai. Hat háborúban volt tudósító).
1979-ben és 1985-ben elnyerte a Jugoszláv Újságíró Szövetség legrangosabb szakmai elismerését, a „Szvetozar Markovics” díjat. Az elsőt az el nem kötelezett országok havannai csúcsértekezletéről küldött magyar és szerb nyelvű tudósításokért, a másodikat a „Tudósítónk jelenti” c. politikai vitaműsorok szerkesztéséért és vezetéséért.
1989-től 1991-ig a Zágrábi Televízió külpolitikai kommentátora volt, ugyanakkor 1990-től 1992-ig a YUTEL (Jugoszláv Szövetségi Televíziós Társaság) főszerkesztő helyettese és a vajdasági iroda igazgatója.
1992-ben telepedett le Magyarországon, ahol 1993-ban állampolgárságot kapott.
1992/93-ban a budapesti TV-3 kereskedelmi televízió külpolitikai magazinjának, a Meridiánnak volt a felelős szerkesztője.
1992-ben az „Új Magyarország” c. napilap, majd az év őszétől a Magyar Televízió szerkesztőjeként dolgozott (Panoráma, A Hét, Világkép stb.). 
1999-től 2002 novemberéig az „Ablak” című műsor, illetve a Szolgáltató Műsorok Szerkesztősége vezetője volt. 2002 novemberétől az MTV Panoráma c. külpolitikai heti magazinjának volt a felelős szerkesztője. (2004 októberétől a műsor címe újra Világkép lett). 2005. november 8-án megszűnt munkaviszonya a MTV-vel.
1992-től 1997-ig magyarországi tudósítója volt a londoni Reuters Televisionnak, 1993-tól pedig a Szabad Európa Rádió délszláv szerkesztőségének. Mindkettőnek, mint Balkán-szakértő és délszláv háborús tudósító.
2001-2003 között tagja volt az Eureca Audiovisuelle és az Eutelsat által indítandó „Balkan Multilingual TV Project”-et előkészítő szakmai munkacsoportnak, amelyben feladata az arculat és a műsorterv kialakítása, valamint a nemzeti stúdiók célprodukciójának összehangolása volt.
2003-ban vezetője volt az MTI Net Projekt/Video Alprojekt elnevezésű - egy éven át működő - kísérleti programnak, amelynek célkitűzése volt egy, a televíziók video hírigényét kielégítő MTI „Hírtelevízió” létrehozása. Távlati tervek szerint a vidéket felölelő tudósítói hálózat mozgóképes híreit, tudósításait kívánta folyamatában szolgáltatni. A projekt keretében - amely az állami támogatás elmaradásával megszűnt – lehetőség nyílt az MTI történetében első alkalommal műholdas televíziós tudósítás továbbítására a hírügynökség budapesti központjába. A magyar miniszterelnök indiai és kínai látogatásának eseményeiről összefoglaló készült, amelyet több közszolgálati és kereskedelmi televízió is átvett.

## Publikációi
Jugoszláviában két könyve jelent meg: „Televizijski korak u svemir” (Televízió a világűrben) Újvidék, 1987 és „Rumunjska revolucija” (Románia forradalma) Zagreb, 1990.
Magyarországon három könyvet fordított: „A Milosevics klán” (Szlavoljub Gyukics; Athenaeum 2000, Budapest, 2001) és „Jugoszlávia nincs többé”, (Stjepan Mesic; Helikon, Budapest, 2003), valamint „A Gyingyics gyilkosság” (Milos Vaszics; Helikon, Budapest, 2005).